# Carlos Zavala Loayza
Carlos Zavala Loayza (Lima, 24 de julio de 1882 - ibídem, 24 de septiembre de 1957) abogado, jurisconsulto, magistrado, diplomático, catedrático universitario y político peruano. Fue presidente del Consejo de Ministros y ministro de Relaciones Exteriores (de septiembre a diciembre de 1932). Fue también presidente de la Corte Suprema de Justicia del Perú (1941-1942). Tuvo una extensa y fecunda producción en el campo de la jurisprudencia peruana.

## Biografía

### Nacimiento
Nacido en el seno de una prominente familia sureña, fue hijo de Pedro José Zavala Suárez y Virginia de Loayza Baltierra, ambos naturales del Tarapacá, región que había sido ocupada por Chile pocos años antes de su nacimiento y en la que su padre tenía intereses vinculados a la industria salitrera.

### Estudios
Estudió en el Instituto de Lima bajo la dirección del profesor alemán Kart Laicher. En 1897 ingresó a la Facultad de Derecho de la Universidad Nacional Mayor de San Marcos,donde se graduó de doctor en Jurisprudencia en 1904. Hizo sus prácticas en el estudio del doctor José Matías Manzanilla. Se recibió de abogado y pasó a ejercer su profesión. Abrió su estudio en compañía de Luis Miró Quesada de la Guerra, que había sido su condiscípulo.

### Carrera judicial y diplomática
En 1906 fue elegido concejal provincial de Lima, función que ejerció durante seis años. Organizó en 1909 los Juegos Florales, certamen literario por primera vez realizado en el Perú, con auspicio de la Municipalidad. En 1910, al producirse la amenaza de conflicto bélico con Colombia y Ecuador se enroló en el Batallón de Voluntarios que reunía a universitarios y abogados.
El 30 de junio de 1912, se casó con Rosa Oyague y Noel con quien tuvo dos hijos. Ese mismo año inició su carrera judicial como agente fiscal de Lima, y en tal investidura, denunció las deportaciones llevadas a cabo durante el gobierno de Augusto B. Leguía y pidió el enjuiciamiento del intendente de la capital.
En 1913, durante el gobierno de Guillermo Billinghurst, fue designado secretario de primera clase de la legación del Perú en Roma. Tuvo como colega al escritor Abraham Valdelomar. Posteriormente fue encargado de negocios del Perú ante el gobierno de Italia, cumpliendo importante labor.
En 1924 fue nombrado fiscal de la Corte Superior de Lima.  En 1926 pasó a desempeñarse como catedrático de la Facultad de Jurisprudencia de San Marcos, donde inauguró la cátedra de Derecho Procesal Penal, en la que tuvo por alumnos a José León Barandiarán y Jorge Basadre.
En 1930 pasó a ejercer como fiscal del Tribunal de Sanción Nacional, organismo creado por la Junta Militar de Gobierno encabezada por el teniente coronel Luis Sánchez Cerro y que tenía como misión juzgar los delitos de corrupción del régimen leguiísta. En 1932 fue nombrado vocal titular de la Corte Suprema de Justicia del Perú.

### Premier y canciller de la República
Zavala, bajo el Gobierno constitucional de Luis Sánchez Cerro, fue convocado para ejercer como presidente del Consejo de Ministros y ministro de Relaciones Exteriores, en septiembre de 1932.
Le tocó dirigir la cancillería en una época especialmente delicada, en momentos en que el incidente de Leticia originaba un conflicto con el vecino país de Colombia. Se pronunció a favor del Tratado Salomón-Lozano de 1922 y en contra de la guerra con Colombia. Sin embargo, consciente de que su posición era extremadamente impopular y podía desencadenar una guerra civil, optó por apoyar al presidente Sánchez Cerro en su decisión de llevar adelante las acciones bélicas.
Su periodo ministerial resultó breve, pues renunció en diciembre de 1932, tras aprobarse en el Congreso Constituyente una disposición constitucional que establecía la incompatibilidad en el desempeño de funciones judiciales con las de ministro de Estado. Lo reemplazó en el premierato y la cancillería el doctor José Matías Manzanilla, el hombre fuerte del gobierno de Sánchez Cerro.

### Magistrado y docente universitario
Reasumió sus actividades jurisdiccionales en la Corte Suprema y su labor docente como catedrático principal de Derecho Procesal Penal en la Facultad de Derecho de San Marcos.
Fue presidente del Club Nacional en dos periodos: 1928-1929 y 1934-1935. Durante el primero, fue uno de los principales gestores de la construcción del suntuoso local del club, situado en la Plaza San Martín, que se inauguró en 1929.
Por decreto supremo del 5 de mayo de 1936, dado por el gobierno del general Óscar R. Benavides, se creó una Comisión encargada de la reforma del Código de Procedimientos Civiles, de la que Zavala fue nombrado presidente. Embargado en tal responsabilidad, incorporó los mejores conocimientos de su época en el anteproyecto, que permitía una nueva visión del derecho procesal penal.
Entre 1941 y 1942 fue presidente de la Corte Suprema de Justicia. Como tal, el 17 de agosto de 1941 ofreció al presidente Manuel Prado Ugarteche en el Estadio Nacional el homenaje de la Nación con motivo de la victoria militar alcanzada por las fuerzas armadas peruanas al rechazar la agresión ecuatoriana.
Se jubiló de la función pública el 24 de julio de 1952.
Falleció el 24 de septiembre de 1957, luego de una larga y penosa enfermedad.

## Publicaciones
- Programa de Derecho Procesal (1929).
- Programa de Derecho Procesal Penal (1937).
- Sinopsis Histórica de la Legislación Penal en el Perú (1941).
- El Proceso Penal y sus Problemas (1947).

## Árbol genealógico
|  |                                                             |  |  |  |  |  |  |  |  |  |  |  |  |  |  |  |
|  | 16. Juan Bautista de Zavala y Morales                       |  |  |  |  |  |  |  |  |  |  |  |  |  |  |  |
|  |                                                             |  |  |  |  |  |  |  |  |  |  |  |  |  |  |  |
|  |                                                             |  |  |  |  |  |  |  |  |  |  |  |  |  |  |  |
|  | 8. Santiago de Zavala Echevarría                            |  |  |  |  |  |  |  |  |  |  |  |  |  |  |  |
|  |                                                             |  |  |  |  |  |  |  |  |  |  |  |  |  |  |  |
|  |                                                             |  |  |  |  |  |  |  |  |  |  |  |  |  |  |  |
|  | 17. Faustina de Echevarría Morales                          |  |  |  |  |  |  |  |  |  |  |  |  |  |  |  |
|  |                                                             |  |  |  |  |  |  |  |  |  |  |  |  |  |  |  |
|  |                                                             |  |  |  |  |  |  |  |  |  |  |  |  |  |  |  |
|  | 4. Nicolás Zavala Tinajas                                   |  |  |  |  |  |  |  |  |  |  |  |  |  |  |  |
|  |                                                             |  |  |  |  |  |  |  |  |  |  |  |  |  |  |  |
|  |                                                             |  |  |  |  |  |  |  |  |  |  |  |  |  |  |  |
|  | 18.                                                         |  |  |  |  |  |  |  |  |  |  |  |  |  |  |  |
|  |                                                             |  |  |  |  |  |  |  |  |  |  |  |  |  |  |  |
|  |                                                             |  |  |  |  |  |  |  |  |  |  |  |  |  |  |  |
|  | 9. Justa de Tinajas y Nestares                              |  |  |  |  |  |  |  |  |  |  |  |  |  |  |  |
|  |                                                             |  |  |  |  |  |  |  |  |  |  |  |  |  |  |  |
|  |                                                             |  |  |  |  |  |  |  |  |  |  |  |  |  |  |  |
|  | 19.                                                         |  |  |  |  |  |  |  |  |  |  |  |  |  |  |  |
|  |                                                             |  |  |  |  |  |  |  |  |  |  |  |  |  |  |  |
|  |                                                             |  |  |  |  |  |  |  |  |  |  |  |  |  |  |  |
|  | 2. Pedro José Zavala Suárez                                 |  |  |  |  |  |  |  |  |  |  |  |  |  |  |  |
|  |                                                             |  |  |  |  |  |  |  |  |  |  |  |  |  |  |  |
|  |                                                             |  |  |  |  |  |  |  |  |  |  |  |  |  |  |  |
|  | 20. Antonio Suárez Fernández                                |  |  |  |  |  |  |  |  |  |  |  |  |  |  |  |
|  |                                                             |  |  |  |  |  |  |  |  |  |  |  |  |  |  |  |
|  |                                                             |  |  |  |  |  |  |  |  |  |  |  |  |  |  |  |
|  | 10. José Ramón Francisco Suárez de Lavalle                  |  |  |  |  |  |  |  |  |  |  |  |  |  |  |  |
|  |                                                             |  |  |  |  |  |  |  |  |  |  |  |  |  |  |  |
|  |                                                             |  |  |  |  |  |  |  |  |  |  |  |  |  |  |  |
|  | 21. Francisca de Lavalle y Cáceda                           |  |  |  |  |  |  |  |  |  |  |  |  |  |  |  |
|  |                                                             |  |  |  |  |  |  |  |  |  |  |  |  |  |  |  |
|  |                                                             |  |  |  |  |  |  |  |  |  |  |  |  |  |  |  |
|  | 5. Manuela Suárez Carrillo de Córdova                       |  |  |  |  |  |  |  |  |  |  |  |  |  |  |  |
|  |                                                             |  |  |  |  |  |  |  |  |  |  |  |  |  |  |  |
|  |                                                             |  |  |  |  |  |  |  |  |  |  |  |  |  |  |  |
|  | 22. Mariano Carrillo de Córdova y Fernández del Río         |  |  |  |  |  |  |  |  |  |  |  |  |  |  |  |
|  |                                                             |  |  |  |  |  |  |  |  |  |  |  |  |  |  |  |
|  |                                                             |  |  |  |  |  |  |  |  |  |  |  |  |  |  |  |
|  | 11. María Manuela Carrillo de Córdova y Montero de la Torre |  |  |  |  |  |  |  |  |  |  |  |  |  |  |  |
|  |                                                             |  |  |  |  |  |  |  |  |  |  |  |  |  |  |  |
|  |                                                             |  |  |  |  |  |  |  |  |  |  |  |  |  |  |  |
|  | 23. Micaela Montero de la Torre                             |  |  |  |  |  |  |  |  |  |  |  |  |  |  |  |
|  |                                                             |  |  |  |  |  |  |  |  |  |  |  |  |  |  |  |
|  |                                                             |  |  |  |  |  |  |  |  |  |  |  |  |  |  |  |
|  | 1. Carlos Zavala y Loayza                                   |  |  |  |  |  |  |  |  |  |  |  |  |  |  |  |
|  |                                                             |  |  |  |  |  |  |  |  |  |  |  |  |  |  |  |
|  |                                                             |  |  |  |  |  |  |  |  |  |  |  |  |  |  |  |
|  | 24. Andrés de Loayza y Valez Morales                        |  |  |  |  |  |  |  |  |  |  |  |  |  |  |  |
|  |                                                             |  |  |  |  |  |  |  |  |  |  |  |  |  |  |  |
|  |                                                             |  |  |  |  |  |  |  |  |  |  |  |  |  |  |  |
|  | 12. Antonio Luis de Loayza y Soto                           |  |  |  |  |  |  |  |  |  |  |  |  |  |  |  |
|  |                                                             |  |  |  |  |  |  |  |  |  |  |  |  |  |  |  |
|  |                                                             |  |  |  |  |  |  |  |  |  |  |  |  |  |  |  |
|  | 25. Catalina de Soto Alciato y Soto Fucenti                 |  |  |  |  |  |  |  |  |  |  |  |  |  |  |  |
|  |                                                             |  |  |  |  |  |  |  |  |  |  |  |  |  |  |  |
|  |                                                             |  |  |  |  |  |  |  |  |  |  |  |  |  |  |  |
|  | 6. Luis de Loayza y Ayala Soto                              |  |  |  |  |  |  |  |  |  |  |  |  |  |  |  |
|  |                                                             |  |  |  |  |  |  |  |  |  |  |  |  |  |  |  |
|  |                                                             |  |  |  |  |  |  |  |  |  |  |  |  |  |  |  |
|  | 26. José de Soto Alciato y Soto Fucenti                     |  |  |  |  |  |  |  |  |  |  |  |  |  |  |  |
|  |                                                             |  |  |  |  |  |  |  |  |  |  |  |  |  |  |  |
|  |                                                             |  |  |  |  |  |  |  |  |  |  |  |  |  |  |  |
|  | 13. Gertrudis de Soto y López Dávalos                       |  |  |  |  |  |  |  |  |  |  |  |  |  |  |  |
|  |                                                             |  |  |  |  |  |  |  |  |  |  |  |  |  |  |  |
|  |                                                             |  |  |  |  |  |  |  |  |  |  |  |  |  |  |  |
|  | 27. Melchora López Dávalos y Loayza Valdez                  |  |  |  |  |  |  |  |  |  |  |  |  |  |  |  |
|  |                                                             |  |  |  |  |  |  |  |  |  |  |  |  |  |  |  |
|  |                                                             |  |  |  |  |  |  |  |  |  |  |  |  |  |  |  |
|  | 3. Virginia Loayza y Valtierra                              |  |  |  |  |  |  |  |  |  |  |  |  |  |  |  |
|  |                                                             |  |  |  |  |  |  |  |  |  |  |  |  |  |  |  |
|  |                                                             |  |  |  |  |  |  |  |  |  |  |  |  |  |  |  |
|  | 28. Francisco Baltierra y Luna                              |  |  |  |  |  |  |  |  |  |  |  |  |  |  |  |
|  |                                                             |  |  |  |  |  |  |  |  |  |  |  |  |  |  |  |
|  |                                                             |  |  |  |  |  |  |  |  |  |  |  |  |  |  |  |
|  | 14. Narciso Valtierra y Loayza                              |  |  |  |  |  |  |  |  |  |  |  |  |  |  |  |
|  |                                                             |  |  |  |  |  |  |  |  |  |  |  |  |  |  |  |
|  |                                                             |  |  |  |  |  |  |  |  |  |  |  |  |  |  |  |
|  | 29. Agustina de Loayza y Soto                               |  |  |  |  |  |  |  |  |  |  |  |  |  |  |  |
|  |                                                             |  |  |  |  |  |  |  |  |  |  |  |  |  |  |  |
|  |                                                             |  |  |  |  |  |  |  |  |  |  |  |  |  |  |  |
|  | 7. Manuela Valtierra de Morales                             |  |  |  |  |  |  |  |  |  |  |  |  |  |  |  |
|  |                                                             |  |  |  |  |  |  |  |  |  |  |  |  |  |  |  |
|  |                                                             |  |  |  |  |  |  |  |  |  |  |  |  |  |  |  |
|  | 30. Antonio Morales                                         |  |  |  |  |  |  |  |  |  |  |  |  |  |  |  |
|  |                                                             |  |  |  |  |  |  |  |  |  |  |  |  |  |  |  |
|  |                                                             |  |  |  |  |  |  |  |  |  |  |  |  |  |  |  |
|  | 15. Justa de Morales y Contreras                            |  |  |  |  |  |  |  |  |  |  |  |  |  |  |  |
|  |                                                             |  |  |  |  |  |  |  |  |  |  |  |  |  |  |  |
|  |                                                             |  |  |  |  |  |  |  |  |  |  |  |  |  |  |  |
|  | 31. Antonia Contreras                                       |  |  |  |  |  |  |  |  |  |  |  |  |  |  |  |
|  |                                                             |  |  |  |  |  |  |  |  |  |  |  |  |  |  |  |
|  |                                                             |  |  |  |  |  |  |  |  |  |  |  |  |  |  |  |